# Haroldo Palo Jr.
Haroldo Palo Jr. (Lins, 17 de novembro de 1953 — São Carlos, 25 de novembro de 2017) foi um fotógrafo, documentarista e naturalista brasileiro.

## Biografia
Formado em engenharia eletrônica e computação pela EESC-USP, a partir de 1979 passou a se dedicar exclusivamente à fotografia de natureza. Tem um acervo com 281 mil fotografias. Tambem participou de oito expedições à Antártida, entre 1984 e 1995.
Seu trabalho é utilizado por instituições mundiais de preservação ambiental como: WWF, The Nature Conservancy, Conservation International, Fundação O Boticário de Proteção à Natureza e SOS Mata Atlântica, entre outras.
Chefiou uma das equipes na expedição que Jacques Cousteau realizou no Brasil nos anos 80. Nos anos 90, foi exibido no National Geographic Channel um documentário sobre ele, intitulado Brave Brazilian. Um de seus trabalhos de maior destaque foi a produção da parte brasileira do documentário Planeta Terra para a BBC, que no Brasil foi veiculado pelo canal a cabo Discovery Channel.
Em dezembro de 2010, lançou pela editora Vento Verde "O Guia de Identificação das Aves do Brasil" obra de autoria do ornitólogo Rolf Grantsau da qual participou como editor. Esta obra possui o mérito de ser o mais completo guia de aves já produzido sobre as aves brasileiras.[carece de fontes?]
Em dezembro de 2015, participou da celebração dos 30 anos da Sociedade de Pesquisa em Vida Selvagem e Educação Ambiental (SPVS) com o filme documentário "Brasil em Sons e Imagens", em parceria com a pianista Salete Chiamulera .
Em 2017, lançou pela mesma editora, Vento Verde, o guia "Borboletas do Brasil - Butterflies of Brazil", livro em três volumes, que apresenta 4586 espécies e sub espécies brasileiras em mais de 4 mil fotografias. Haroldo Palo Jr. tinha o livro "Besouros do Brasil" em fase de finalização quando faleceu vítima de um infarto agudo na cidade de São Carlos, interior de São Paulo. 